# Liste des événements culturels utilisant la tour Eiffel
De nombreux événements culturels ont utilisé la tour Eiffel comme cadre, en utilisant le Champ de Mars ou la tour elle-même. De par son statut symbolique, la quantité de touristes qui la visitent ou plus simplement sa localisation au sein de Paris, capitale culturelle de stature planétaire, elle est un lieu idéal pour assurer une publicité maximale à une manifestation ou à un exploit. Identifiée à la France dans ce qu'elle a de plus prestigieux et fédérateur, elle donne une portée particulière aux événements qui l'utilisent comme arrière-plan.

## Illuminations de la tour

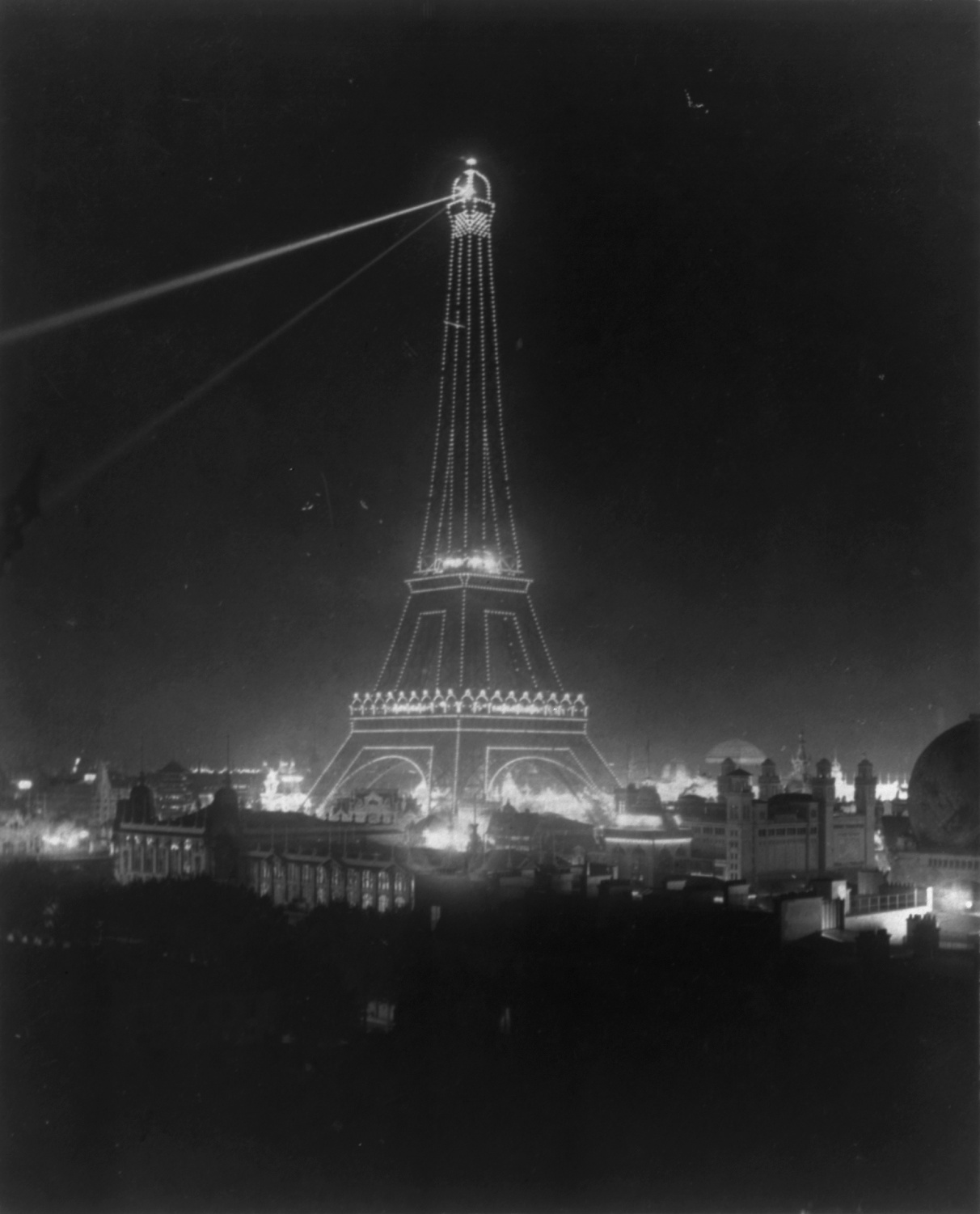
La tour pendant l'exposition universelle de 1900.

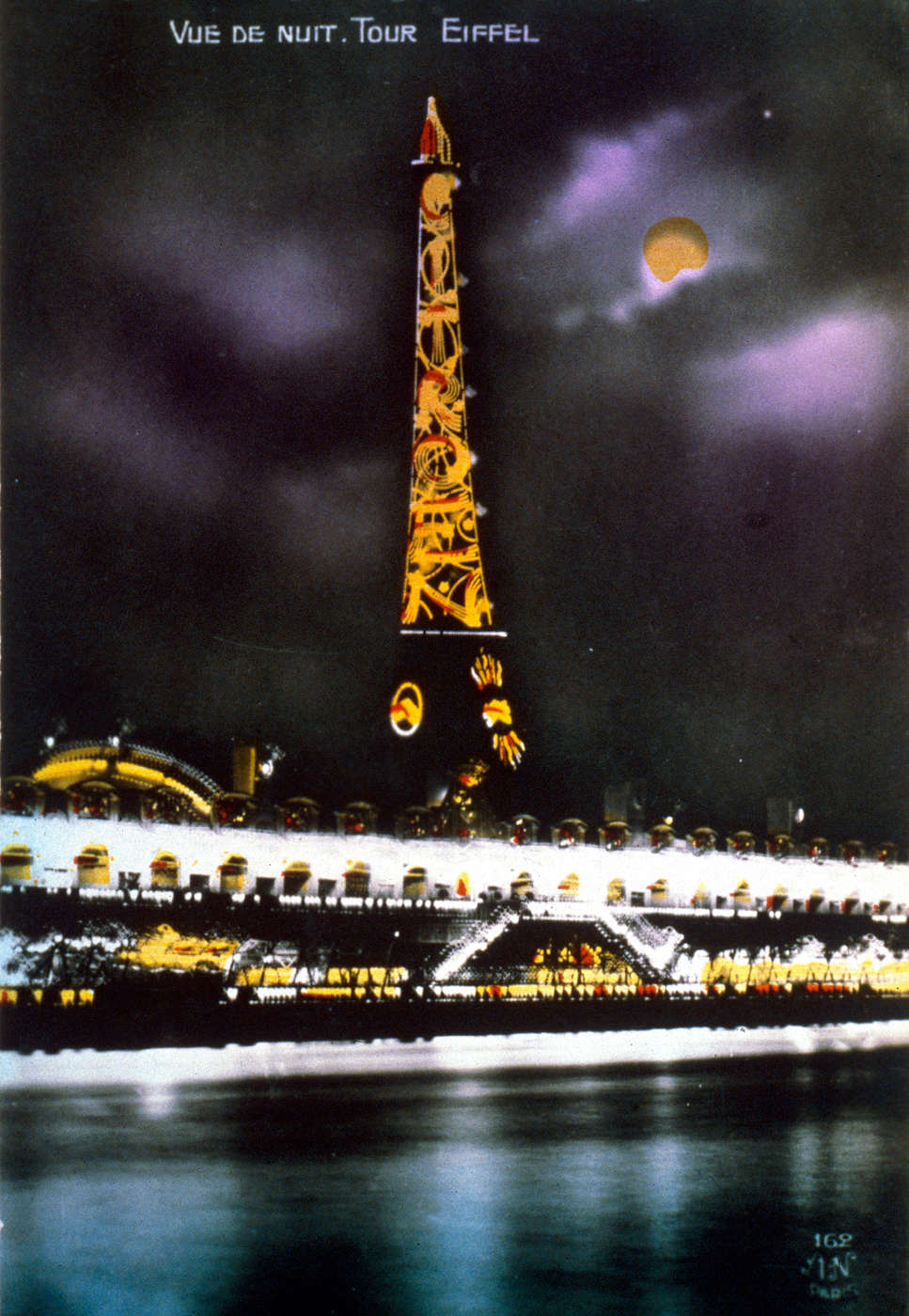
La tour arborant la publicité « Art déco » imaginée par André Citroën en 1925.

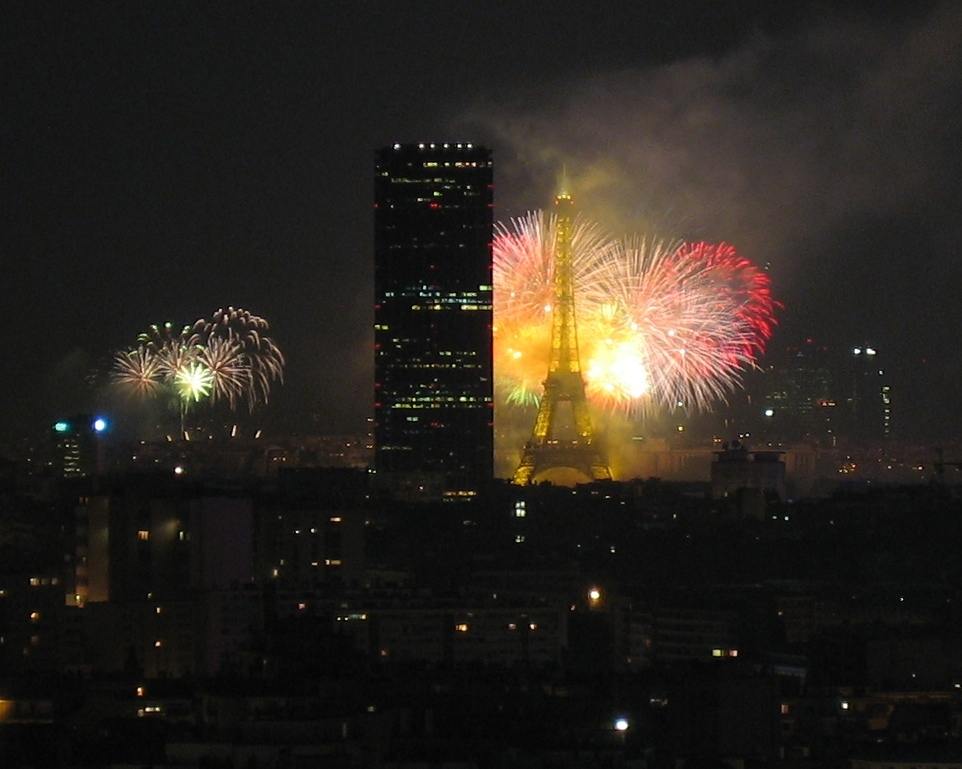
La tour illuminée par le feu d'artifice du 14 juillet 2005.

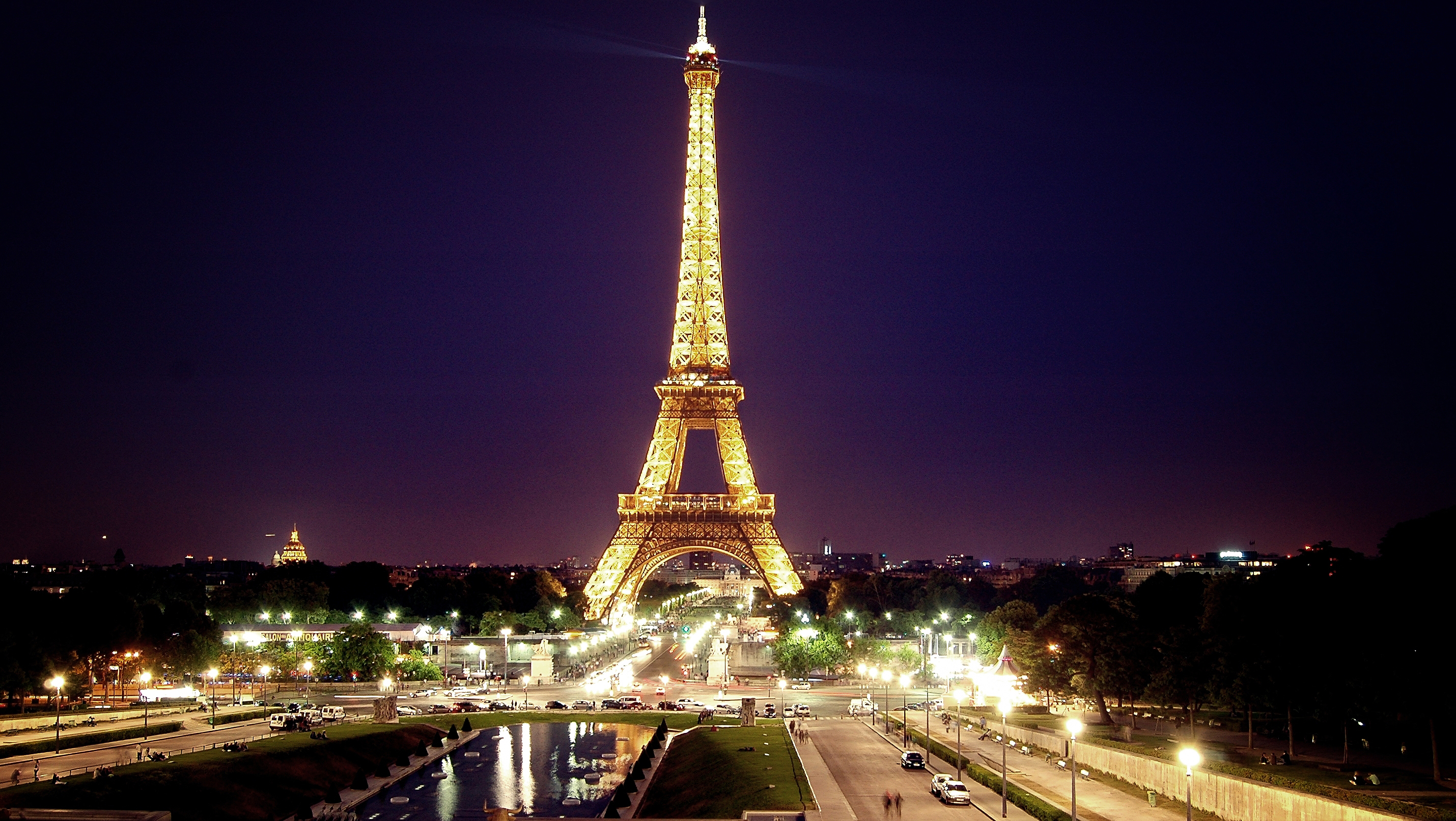
La tour Eiffel vue de nuit.

La tour Eiffel est régulièrement animée par des jeux de lumière.
Dès 1888, avant même son achèvement, des feux d’artifice étaient tirés depuis le deuxième étage, et encore maintenant, il est le lieu de rendez-vous des parisiens à chaque fête nationale française.

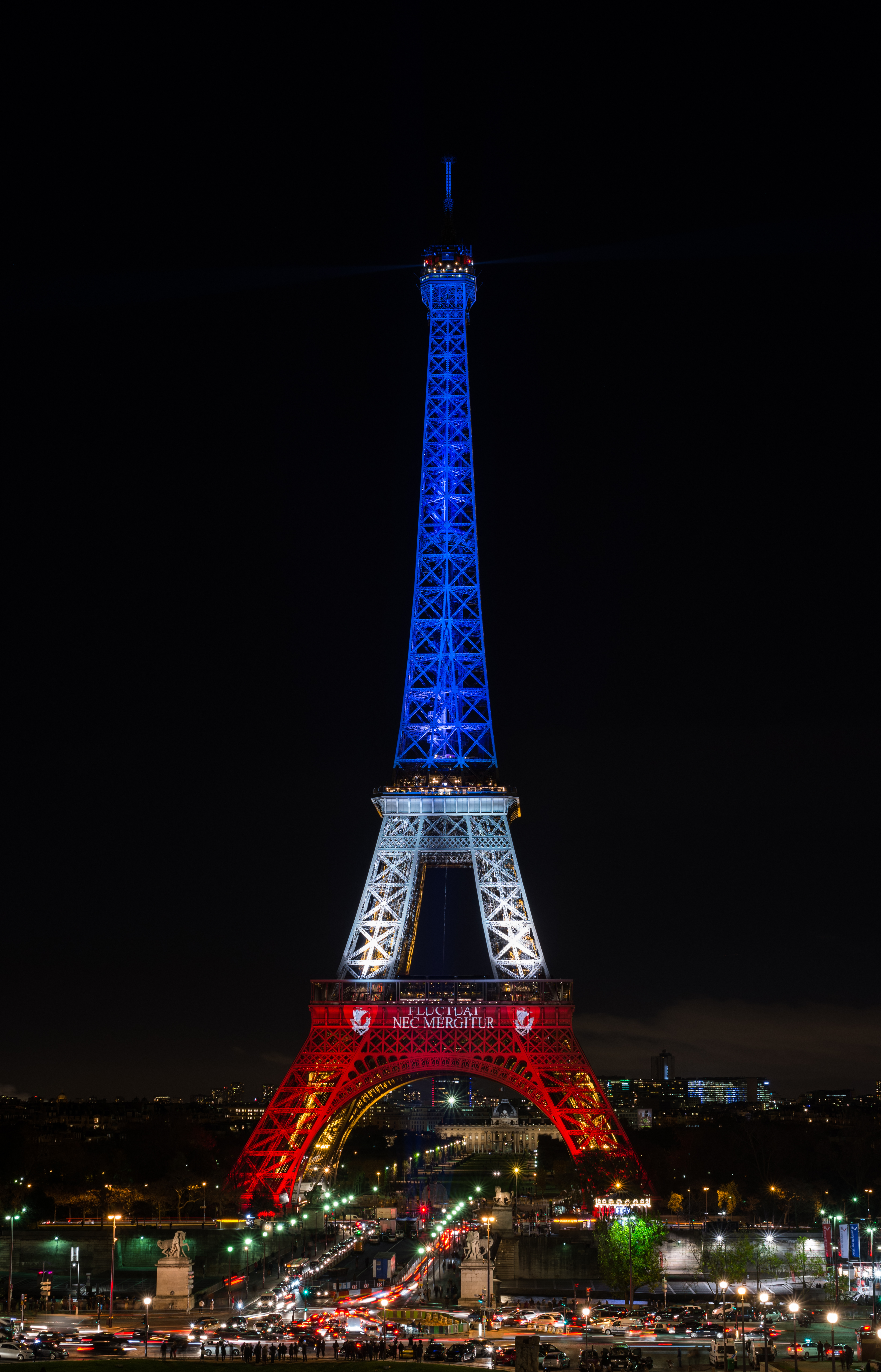
La tour Eiffel allumée dans le drapeau français

En 1889, et dans un premier temps, les éclairages de la tour se font à l'aide de 10 000 becs de gaz, mais dès l’Exposition universelle de 1900, qui se tient à Paris, ils se font à l’électricité.
En 1925, André Citroën fait installer une énorme publicité lumineuse pour sa marque, s’étendant en hauteur. Les illuminations par 250 000 ampoules en six couleurs figurent neuf tableaux, le dernier étant le nom « Citroën » avec un lettrage stylisé version Art déco. Elle reste en place jusqu'en 1933 bien que la commune ait multiplié par six sa taxe en 1926.
En 1937, pour l’Exposition internationale des arts appliqués, André Granet conçoit un nouvel éclairage mettant en valeur la structure en dentelle de la tour.
En 1985, la SNTE (Société nouvelle d'exploitation de la tour Eiffel), le nouvel exploitant depuis le 1er janvier 1980, fait installer un éclairage jaune orangé placé à l'intérieur des structures de la tour, composé d’un dispositif de 352 projecteurs au sodium.
Pour le passage à l'an 2000, la tour a été équipée d'un faisceau lumineux tournant à la manière d’un phare rappelant ainsi le projet initial de Gustave Eiffel. Les deux faisceaux lumineux balayant le ciel parisien jusqu’à une distance de 80 kilomètres sont produits par quatre projecteurs motorisés de type « marine » munis de lampes au xénon de 6 000 W. Les projecteurs, qui effectuent chacun un quart de tour, sont pilotés par ordinateur et synchronisés de façon que l'ensemble forme un double faisceau en croix pivotant à 360°. Le faisceau a été démonté en septembre 2014 pour remplacer les projecteurs en fin de vie, et a été ré-installé le 12 octobre 2014.
En outre, sur toute la hauteur de la tour, un système de 20 000 flashes est venu compléter l'éclairage habituel. Ces 20 000 ampoules à baïonnettes crépitaient tous les jours pendant dix minutes à midi, et de la tombée de la nuit à une heure du matin, en plus de l’éclairage doré habituel, elles s’illuminaient pendant cinq minutes à chaque nouveau passage d’heure. Enfin, à une heure du matin, pour clore le spectacle, les ampoules brillaient pendant dix minutes, mais cette fois-ci seules, c’est-à-dire sans l’éclairage habituel de la tour.
Dispositif des 20 000 flashes pour le passage à l’an 2000 :
- 20 alpinistes pendant 3 mois toutes les nuits, pour installer le dispositif.
- 20 000 ampoules à baïonnettes, pesant en tout 8 tonnes.
- 800 guirlandes électriques de 25 kg chacune en moyenne, pour une longueur de 18 km en tout.
- 60 000 colliers souples pour fixer les câbles, 20 000 attaches, 3 kilomètres de cornières.
- 230 armoires électriques et 30 kilomètres de câbles d'alimentation.
- 400 kW de puissance (autant que l'illumination).

En juin 2003, le dispositif scintillant de l’an 2000 est remis en place, mais avec une nouvelle technique conçue par la société AE&T. De la tombée de la nuit à 1 heure du matin l’hiver ou 2 heures du matin l’été, au passage de chaque heure, il vient se superposer à l’éclairage habituel qu’arbore la tour depuis 1986. Composé de 20 000 flashes, le scintillement a lieu pendant 5 minutes et pour finir, soit à 1 heure du matin l’hiver et 2 heures du matin l’été, il se fait seul pendant 10 minutes, l’éclairage doré étant éteint.
Dispositif des 20 000 flashes mis en place en juin 2003 :
- Un dispositif conçu pour durer 10 ans.
- 25 alpinistes pendant 5 mois.
- 20 000 lampes à éclats (5 000 par face) fixées à la main une par une.
- 40 kilomètres de guirlandes lumineuses et câbles d’alimentation.
- 40 000 attaches et 80 000 pièces métalliques diverses, soit 60 tonnes de serrureries et pièces métalliques.
- 230 armoires et coffrets d’alimentation sont nécessaires.
- 10 000 m2 de filets de sécurité.
- Une puissance de 120 kW.
- Budget total de 4,55 millions d’euros HT.

Du 24 janvier au 29 janvier 2004, un dispositif est mis en place pour célébrer le nouvel an chinois à Paris, qui avait lieu cette année-là le 22 janvier. Mis en place avec le partenariat d’EDF (intervenant via le Groupe Citelum), ce système fut lancé le 24 janvier à la suite d’un défilé organisé sur les Champs-Élysées célébrant le nouvel an chinois à Paris. Il fut inauguré par Jean-Jacques Aillagon, le ministre français de la Culture et de la Communication, par Sun Jiazheng, son homologue, ministre chinois de la Culture et des maires de Paris, Bertrand Delanoë et Pékin, Wang Qishan.
Dispositif de l’éclairage du nouvel an chinois du 24 au 29 janvier 2004 :
- 280 projecteurs, répartis au sol pour 88 d’entre eux et sur l’ouvrage lui-même pour les 192 restants, d’une puissance total d’environ 1 500 kW.
- Pour le montage qui a eu lieu du 12 au 24 janvier 2004 inclus, intervention de 30 techniciens, dont la moitié travaillait de jour et l’autre moitié de nuit.

De juillet à décembre 2008, à l'occasion de la présidence française du conseil de l'Union européenne, la tour Eiffel fut éclairée en bleu et, entre le premier et le second étage, 12 lumières en forme d'étoiles furent installées pour évoquer le drapeau européen. À partir de 2015, l'entreprise Gaz Électricité de Grenoble alimente en électricité la tour pour une durée de deux années.
Dans la nuit du 14 au 15 novembre 2015, les éclairages de la tour s'éteignent, en signe de deuil, après les attentats survenus la veille.
Puis, du 16 au 18 novembre, la face nord-ouest (côté palais du Trocédro) de la tour est éclairée des couleurs tricolores : bleu dans la partie supérieure au-dessus du 2e étage ; blanc entre le 1er et le 2e étage ; rouge à la base en dessous du 1er étage. Ces illuminations sont, par la suite, prolongées jusqu'au 25 novembre.
Elle est illuminée en vert à partir du 30 novembre 2015 à l'occasion de l'ouverture à Paris de la COP21.
La tour Eiffel est illuminée aux couleurs du drapeau belge le 22 mars 2016, après que des attentats ont frappé le pays.
Le 23 mai 2017, la tour est symboliquement éteinte à partir de minuit en hommage aux victimes de l'attentat de Manchester.
Le soir du 26 septembre 2019, la tour Eiffel est éteinte après la mort de l'ancien président de la République Jacques Chirac.

## Les concerts sur ou à côté de la tour
Le 25 septembre 1962, pour le lancement du film Le Jour le plus long, le producteur Darryl F. Zanuck organise un spectacle à Paris. À cette occasion, Édith Piaf chante depuis le premier étage de la tour Eiffel devant 25 000 Parisiens. En 1966, pour le lancement de la campagne mondiale contre la faim, Charles Aznavour et Georges Brassens y chantent. Le 14 juillet 1995, c’est au tour de Jean-Michel Jarre de donner un concert au pied de la tour Eiffel pour célébrer les 50 ans de l'UNESCO, devant plus d'un million de spectateurs. Le 10 juin 2000, Johnny Hallyday y donne un concert et un spectacle pyrotechnique, devant 600 000 personnes, dont il tirera un disque : 100 % Johnny - Live à la tour Eiffel. Depuis 2013, un concert de musique classique, le Concert de Paris, a lieu tous les ans le 14 juillet au pied de la Tour, réunissant l'Orchestre National de France, le Chœur et la Maîtrise de Radio France et des solistes internationaux. Il est diffusé en direct sur France 2 et suivi du feu d'artifice du 14 juillet.
En 2019 la dame de fer est le lieu de tournage du clip musical Au DD du duo PNL. Le CNC accorde une subvention de 80 000 € pour la réalisation du clip qui dépasse la barre des 7.5 millions de vues en 24h.
En septembre 2021, la tour faisait partie intégrante du concert du Global Citizen, un mouvement de citoyens engagés pour la lutte de l'extrême pauvreté dans le monde. Mené par des artistes internationaux, ce concert s'est déroulé sur le Champ-de-Mars mais aussi dans plusieurs villes du monde.
Le 26 juillet 2024 à l'occasion de la cérémonie d'ouverture des Jeux Olympiques de Paris 2024, C'est Céline Dion qui chante devant plus d'un milliard de téléspectateurs.

## Exploits sportifs

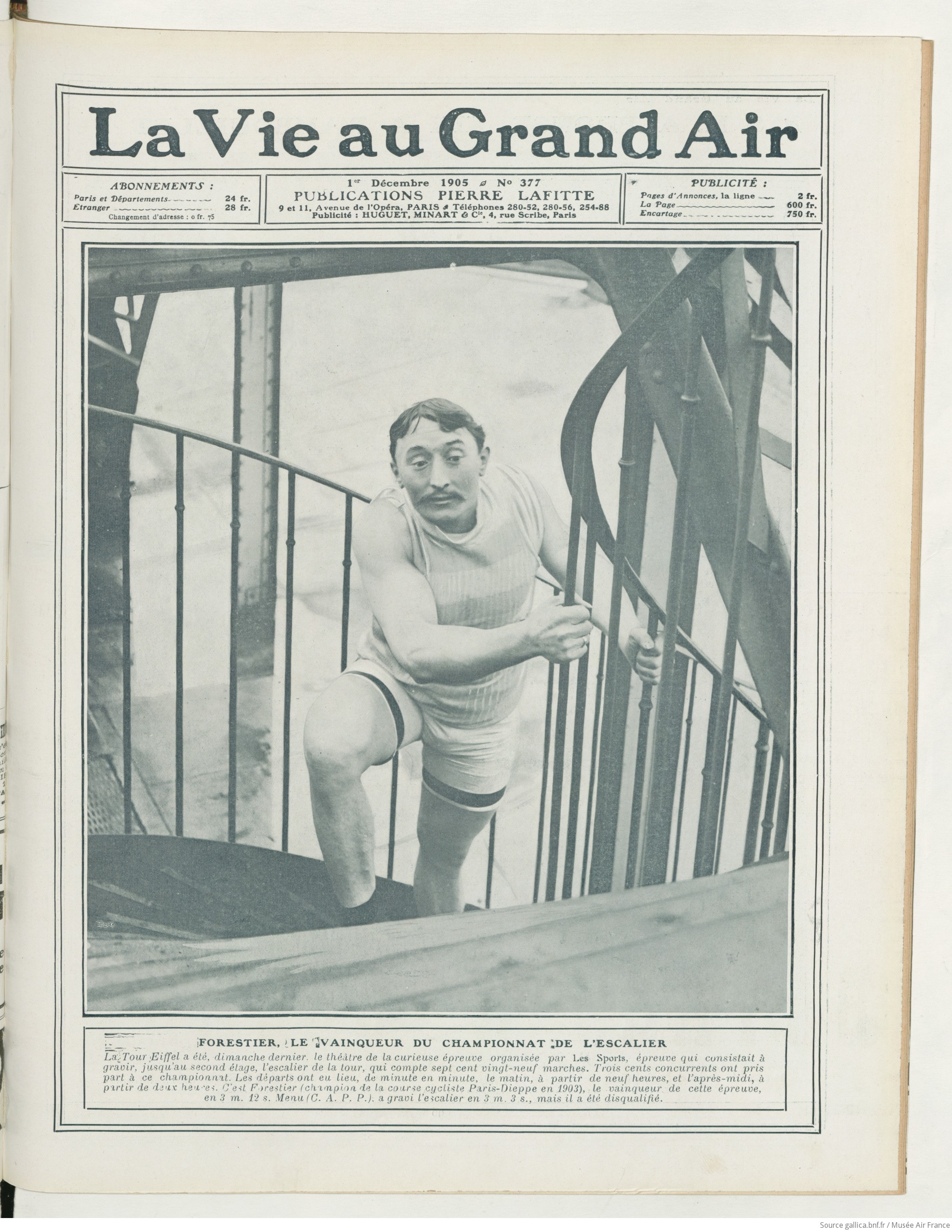
Forestier, vainqueur du « championnat de l'escalier » (1905).

### Saut dans le vide
- Le 25 juin 1987, le Néo-Zélandais A.J. Hackett réalise un saut à l'élastique (non autorisé) depuis le deuxième étage de la tour Eiffel.
- Le 21 octobre 1991, Thierry Devaux, accompagné d'un guide de haute montagne, réalise six sauts à l'élastique (non autorisés) depuis le deuxième étage de la tour Eiffel face au Champ de Mars. Entre chacune des figures acrobatiques, il remonte à l'aide d'un treuil électrique portatif[12].
- Le 29 mai 2010, le champion de roller Taïg Khris établit le record du monde de saut dans le vide en roller en s'élançant d'une plate-forme située au niveau du premier étage de la tour Eiffel. Après une chute de 12,5 mètres, la réception s'effectue sur une rampe haute de 30 mètres.

### Montée/descente des marches
- Le 9 septembre 1891, un boulanger landais, Sylvain Dornon, monte sur des échasses les marches qui mènent au premier étage.
- Le 26 novembre 1905, le quotidien Les Sports organise le « championnat de l'escalier » regroupant 227 concurrents. Le vainqueur, un laitier du nom de Forestier, grimpe les 729 marches menant au deuxième étage en 3 minutes et 12 secondes[13].
- Le 18 novembre 1906, Thiebaut remporte le championnat de la Tour Eiffel, alors qu'il est licencié à l'U.V.F.[14].
- En 1921, première descente en rappel.
- Le 2 juin 1923, Pierre Labric dévale à vélo les marches depuis le premier étage de la tour Eiffel.

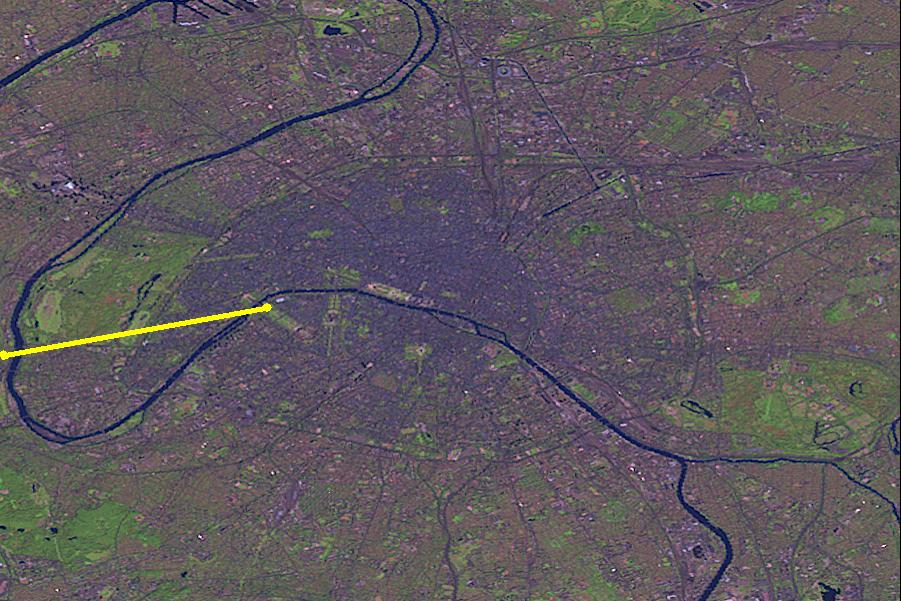
Sur une vue satellite en fausses couleurs de Paris, tracé de l'épreuve imaginée en 1900 par Henry Deutsch (aller-retour Saint-Cloud↔tour Eiffel).

- La « Verticale de la tour Eiffel » est une course d’escaliers chronométrée du parvis jusqu’au troisième étage (1 665 marches pour 279 m de montée)[15], sa première édition a lieu en 2014[16].

### Aviation
- Le 19 octobre 1901, Alberto Santos-Dumont parcourt en 30 min 42 s, avec son ballon dirigeable no 6, le trajet aller-retour de Saint-Cloud à la tour Eiffel. Il gagne le prix de 100 000 francs offert en avril 1900 par Henry Deutsch de la Meurthe à la première machine volante capable de réaliser, avant octobre 1904, l'aller-retour en moins de 30 minutes ;
- Le 18 octobre 1909, le comte de Lambert survole la tour Eiffel aux commandes d'un Wright.
- Le 24 février 1926, Léon Collot, pilote français, passe sous la Tour Eiffel en Breguet 19 pour gagner un pari. Son avion s'écrase cependant, causant sa mort[17].
- En 1944, peu avant le débarquement en Normandie, un pilote américain du 357th Fighter Group, William Overstreet, Jr., aux commandes d'un P-51 Mustang passe sous les arches de la tour Eiffel pour abattre un Messerschmitt Bf 109. Ce dernier, touché à plusieurs reprises par le Mustang, tenta de survoler Paris pour le faire abattre par la Flak. William Overstreet Jr. fut fait chevalier de la Légion d’honneur en 2009[18].
- Le 31 mars 1984, un pilote retraité de l'US Air Force, Robert J. Moriarty (en), passe illégalement sous la tour Eiffel aux commandes d'un Beechcraft Bonanza[19].
- Le 06 novembre 1986, un autre pilote passe en ULM sous la tour[20].
- Le 11 août 1991, un inconnu à bord d'un Cap B 10, déclaré volé à l'aéroclub de Lognes (Seine-et-Marne), passe sous l'Arc de Triomphe et la tour Eiffel[21].
- Le 27 mai 2024, dans le cadre de la préparation aux Jeux olympiques de Paris, un hélicoptère EC-145 de la gendarmerie passe sous la Tour Eiffel[22].

### Équilibre acrobatique
- Le 6 juin 1952, la trapéziste Rose Gold effectue une démonstration sans filet à 118 mètres au-dessus du sol.
- En août 1989, l'équilibriste Philippe Petit rallie l'esplanade du Trocadéro depuis le deuxième étage de la tour Eiffel sur un fil d'une longueur de 760 mètres.
- Le 31 décembre 1996, le grimpeur urbain français Alain Robert monte à mains nues et sans protection la tour Eiffel. Parti de la base à 23 h 15, il escalade la face Ouest par −10 °C et atteint le sommet vers minuit[23].

### Moto trial
Le 25 octobre 1983, Charles Coutard effectue l'ascension partielle de la Tour Eiffel par les escaliers, en compagnie de Jöel Descuns, tous deux au guidon d'une moto SWM. Les deux pilotes parviennent au 2e étage, établissant un nouveau record d'ascension à moto du célèbre édifice.

### Grimper de corde
Le 10 avril 2024, la sportive Anouk Garnier bat le record du monde de grimper de corde sous la Tour Eiffel en atteignant les 110 mètres.